# Клер-Сіті (Південна Дакота)
Клер-Сіті (англ. Claire City) — місто (англ. town) в США, в окрузі Робертс штату Південна Дакота. Населення — 82 особи (2020).

## Географія
Клер-Сіті розташований за координатами 45°51′24″ пн. ш. 97°6′13″ зх. д. / 45.85667° пн. ш. 97.10361° зх. д. (45.856619, -97.103531).  За даними Бюро перепису населення США в 2010 році місто мало площу 0,47 км², уся площа — суходіл.

## Демографія
Згідно з переписом 2010 року, у місті мешкало 76 осіб у 33 домогосподарствах у складі 25 родин. Густота населення становила 160 осіб/км².  Було 39 помешкань (82/км²).
Расовий склад населення:
| - 78,9 % — білих - 14,5 % — корінних американців - 1,3 % — чорних або афроамериканців - 3,9 % — осіб інших рас |

До двох чи більше рас належало 1,3 %. Частка іспаномовних становила 3,9 % від усіх жителів.
За віковим діапазоном населення розподілялося таким чином: 19,7 % — особи молодші 18 років, 65,8 % — особи у віці 18—64 років, 14,5 % — особи у віці 65 років та старші. Медіана віку мешканця становила 44,5 року. На 100 осіб жіночої статі у місті припадало 117,1 чоловіків;  на 100 жінок у віці від 18 років та старших — 110,3 чоловіків також старших 18 років.
Середній дохід на одне домашнє господарство  становив 49 955 доларів США (медіана — 39 583), а середній дохід на одну сім'ю — 58 562 долари (медіана — 44 375). За межею бідності перебувало 5,0 % осіб, у тому числі 0,0 % дітей у віці до 18 років та 5,9 % осіб у віці 65 років та старших.
Цивільне працевлаштоване населення становило 50 осіб. Основні галузі зайнятості: освіта, охорона здоров'я та соціальна допомога — 30,0 %, роздрібна торгівля — 20,0 %, науковці, спеціалісти, менеджери — 12,0 %, транспорт — 6,0 %.